# 1829 en architecture
| Années de l'architecture : 1826 - 1827 - 1828 - 1829 - 1830 - 1831 - 1832    |
| Décennies de l'architecture : 1790 - 1800 - 1810 - 1820 - 1830 - 1840 - 1850 |

Cet article présente les faits marquants de l'année 1829 en architecture.

## Réalisations
- Fin de la construction du Palais de l'État-Major à Saint-Pétersbourg par Carlo Rossi.
- Début du chantier du Travellers Club (en) à Londres, dessiné par Charles Barry.

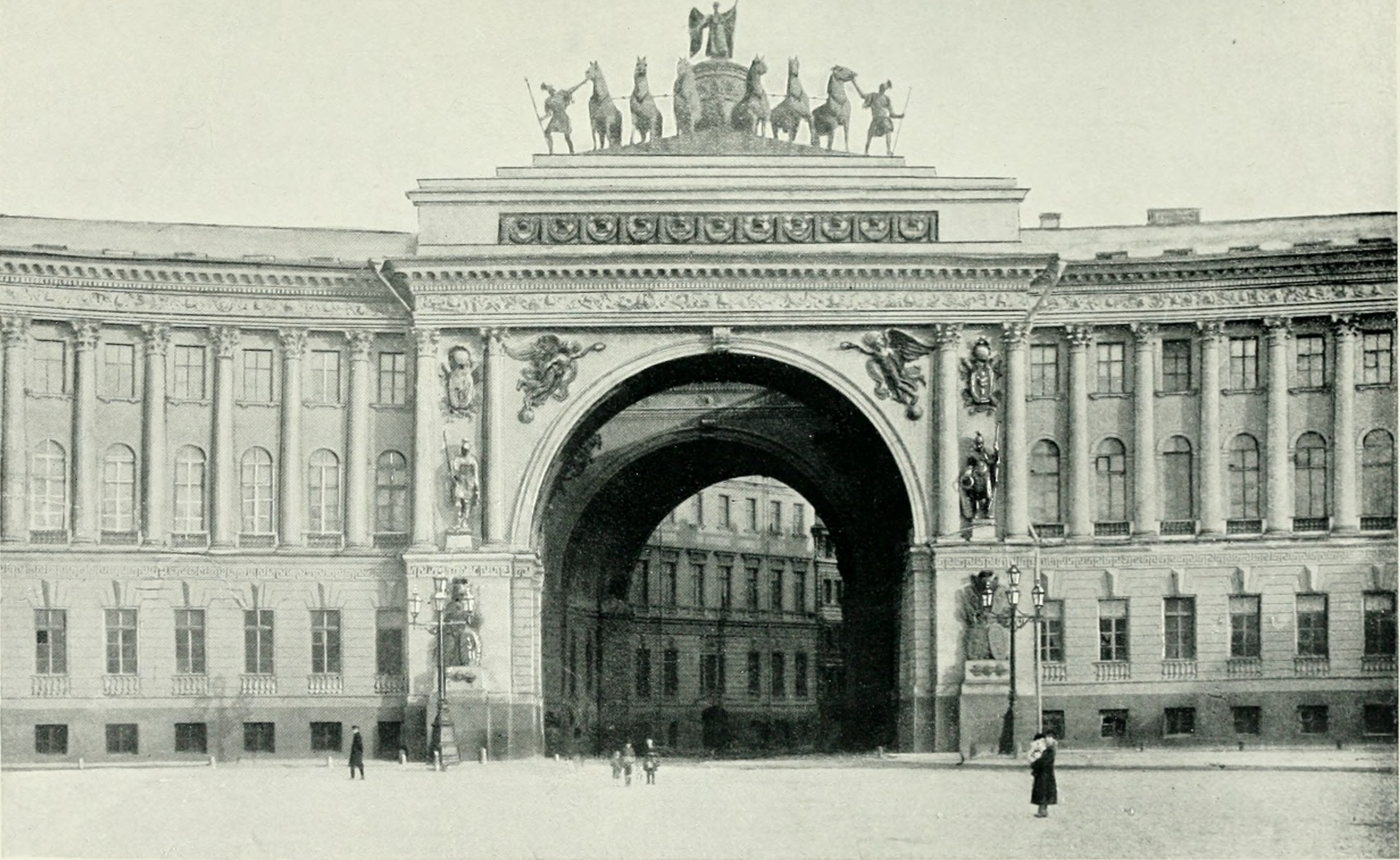
Arcade du Palais de l'État-Major (photo de 1902).

## Récompenses
- Prix de Rome : Simon-Claude Constant-Dufeux.

## Naissances
- 14 juillet : Alexandre Aïvas, architecte français († 22 février 1909).

## Décès
- x